# Рулин, Олеся Юрьевна
Олеся Юрьевна Рулин (англ. Olesya Rulin; род. 17 марта 1986, Москва) — американская актриса.

## Биография
Родилась в Москве. Детство провела в небольшом городе Лихославле. В детстве увлекалась балетом, благодаря чему попала в модельное агентство Model Search America, что впоследствии и привело её к карьере актрисы.
В начале 1990-х годов отец Олеси уехал в США, оставив их с матерью и братом. Два года спустя, когда Олесе было восемь лет, они переехали к отцу в Техас. Позже семья уехала в Юту. Училась в Вестминстерском колледже (Солт-Лейк-Сити, Юта) маркетингу и экономике (с дополнительной специализацией по психологии). Год проработала сертифицированной медсестрой. Также подрабатывала в магазинах «Victoria's Secret» и «Nordstrom».

## Фильмография
| Год       |     | Русское название                   | Оригинальное название              | Роль                      |
| --------- | --- | ---------------------------------- | ---------------------------------- | ------------------------- |
| 2001      | тф  | Точка перехода                     | The Poof Point                     | Энни                      |
| 2001      | тф  | Загнанный                          | Hounded                            | девушка № 1               |
| 2002      | с   | Прикосновение ангела               | Touched by an Angel                | школьница старших классов |
| 2004      | с   | Любовь вдовца                      | Everwood                           | пьяная девушка            |
| 2004      | тф  | Хэллоуинтаун 3                     | Halloweentown High                 | Натали Розовый Тролль     |
| 2005      | в   | Городские легенды 3: Кровавая Мэри | Urban Legends: Bloody Mary         | Майнди                    |
| 2005      | ф   | Гангстеры и мормоны                | Mobsters and Mormons               | Джули Джеймс              |
| 2006      | тф  | Классный мюзикл                    | High School Musical                | Келси Нилсен              |
| 2006      | в   |                                    | Vampire Chicks with Chainsaws      | Зариа                     |
| 2007      | ф   | Американское прошлое               | American Pastime                   | Кэти Рейес                |
| 2007      | ф   |                                    | The Dance                          | Бритни                    |
| 2007      | тф  | Классный мюзикл: Каникулы          | High School Musical 2              | Келси Нилсен              |
| 2008      | ф   | Неугасающий                        | Forever Strong                     | подруга Эмили             |
| 2008      | ф   | Классный мюзикл: Выпускной         | High School Musical 3: Senior Year | Келси Нилсен              |
| 2008      | ф   | Кинозвезда в погонах               | Major Movie Star                   | Петрович                  |
| 2009      | кор | Хихикающий мальчик                 | Chuckle Boy                        | ассистент                 |
| 2009      | ф   | Годы летят                         | Flying By                          | Элли                      |
| 2010      | ф   | Мечты и ожидания Мэри              | Expecting Mary                     | Мэри                      |
| 2010      | с   | C.S.I.: Место преступления Майами  | CSI: Miami                         | Андреа Уильямс            |
| 2010      | с   | Менталист                          | The Mentalist                      | Сэм Старкс                |
| 2011      | ф   | Порознь                            | Apart                              | Эмили Гейтс               |
| 2009—2011 | с   | Университет                        | Greek                              | Эбби                      |
| 2011      | с   | До смерти красива                  | Drop Dead Diva                     | Миа Далтон                |
| 2012      | ф   |                                    | A Thousand Cuts                    | Мелани                    |
| 2012      | с   | Связь                              | Touch                              | Red Dress                 |
| 2013      | с   | Недоуспешные                       | Underemployed                      | Дикси Декстер             |
| 2013      | ф   | Семейный уик-энд                   | Family Weekend                     | Эмили Смит-Данджи         |
| 2014      | с   | Морская полиция: Спецотдел         | NCIS                               | Ким Троутмен              |
| 2015      | с   | Ночная смена                       | The Night Shift                    | Майя                      |
| 2015—2016 | с   | Сверхспособности                   | Powers                             | Калиста                   |
| 2019      | с   | Спецназ                            | SEAL Team                          | Дженна Робертсон          |
| 2020—2022 | с   | Морская полиция: Лос-Анджелес      | NCIS: Los Angeles                  | Заша Гагрин               |
| 2022      | с   | Новичок                            | The Rookie                         | Даниэль Блумфилд          |